# Johan Ture Funck
Johan Ture Funck, född 3 april 1767, död 27 november 1824 i Stockholm, var en svensk godsägare och politiker. Han var son till Carl Funck och bror till Fredrik Adolf Ulrik Funck.

## Biografi
Funck blev vid myndig ålder ägare till en betydande egendom, Hovgården, Östergötland, men ledsnade snart vid det lugna livet i Sverige och begav sig till Paris, där han lockades av den nyss utbrutna revolutionen. Med eller utan röd mössa deltog han i de revolutionära klubbarnas sammankomster och uppträdde som sen sann frihetsivrare. När Napoleon började samla makten i sina händer, intogs Funck av ett outsläckligt hat till denne, samtidigt som han med stigande beundran betraktade marskalk Bernadotte, som i hans ögon var den som skulle kunna störta kejsaren. Enligt rykten skall han även ha lejt en italiensk skulptör, som blivit efterskriven för att vid ett tillfälle förfärdiga en byst av Napoleon, att vid tillfälle stöta en dolk i kejsarens bröst. Uppgifterna har dock inte kunnat beläggas. Funck blev dock arresterad av Napoleons säkerhetstjänst, och när han släpptes ur fängelset hade han förlorat all sin förmögenhet. Återkommen till Sverige utbredde han sig i lovtal över marskalk Bernadotte, och var den som föreslog att Carl Otto Mörner skulle sändas till Paris som kurir. Hans inflytande på senare delen av tronföljarvalet blev tämligen obetydligt, även om han själv tillskrev sig en stor del av äran.